# Jesuskirken (Kopenhagen)

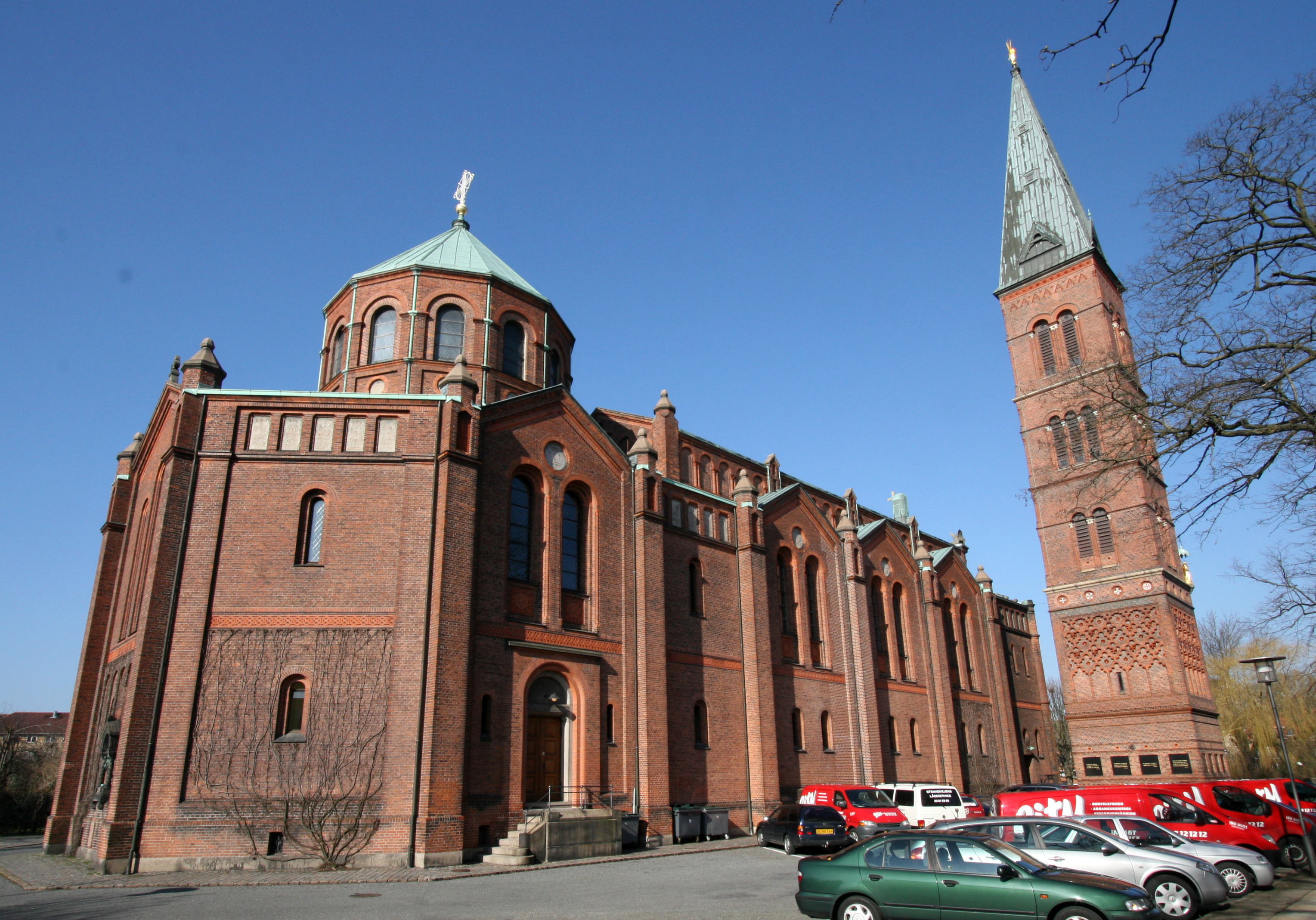
Die Jesuskirche, Ostseite und Campanile

Jesuskirken (deutsch: Die Jesuskirche) ist eine evangelisch-lutherische Kirche im Kopenhagener Stadtteil Valby, Dänemark. Sie wurde 1884–1891 sowie 1894/1895 (Turm) vom Architekten Vilhelm Dahlerup im Auftrag des Carlsberg-Brauereibesitzers Carl Jacobsen errichtet. Sie ist bekannt für ihre reiche Ausstattung mit Ornamentik, Kunst und Instrumenten und gilt als eines der unkonventionellsten Beispiele dänischer Kirchenarchitektur. Die Kirche dient auch als Mausoleum für Carl Jacobsen und seine Familie, deren Sarkophage sich in der Krypta befinden. Die Hauptfassade der Kirche ist auf die Valby Langgade ausgerichtet, weshalb der Bau nicht geostet ist, sondern der Chor sich im Süden befindet.

## Baugeschichte

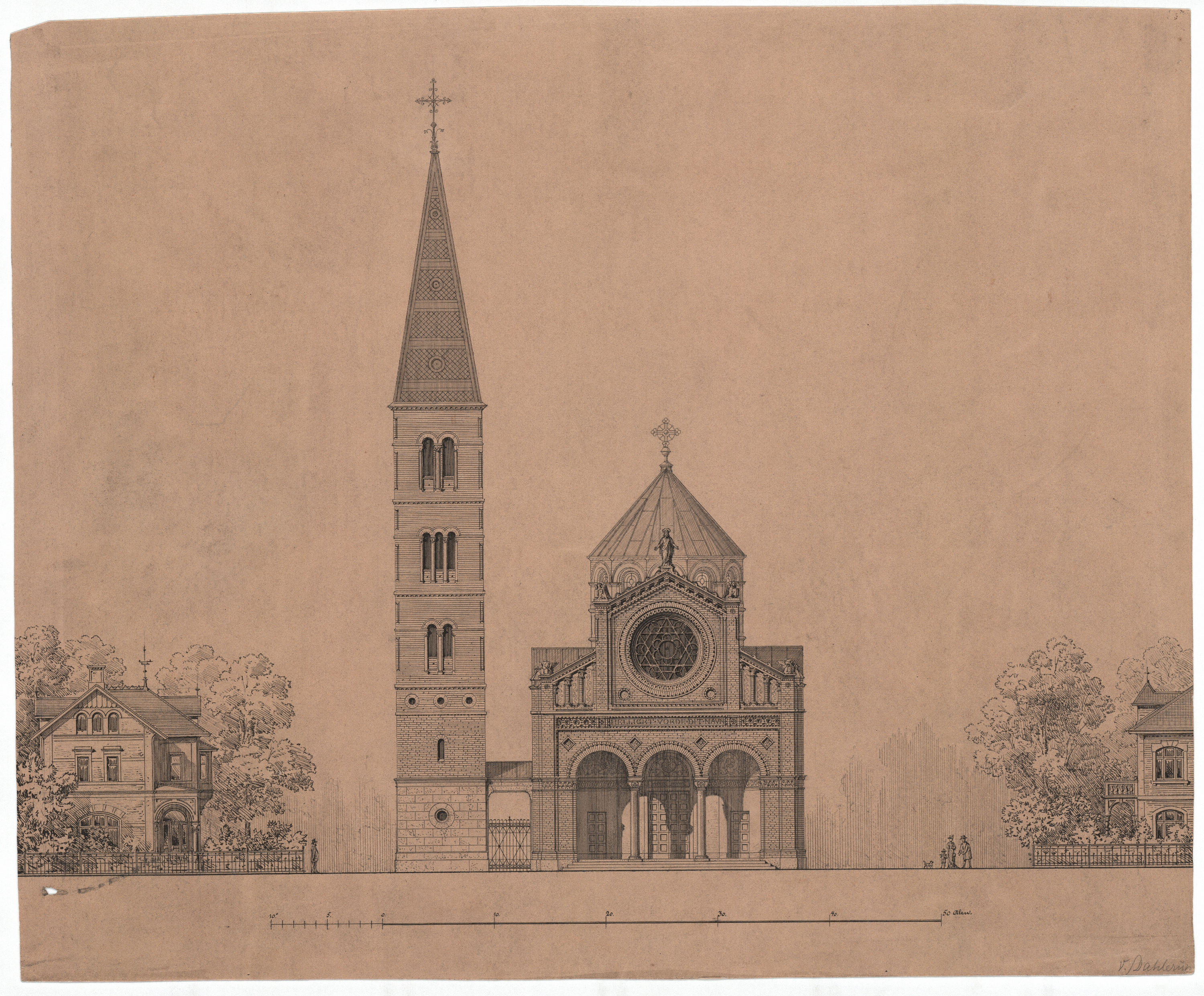
Die Nordseite (Straßenfassade) der Jesuskirche. Architektenzeichnung von Verner Dahlerup, 1880er Jahre

Carl Jacobsen war 1862 zum bestandenen Abitur von seinem Vater Jacob Christian Jacobsen auf eine Italienreise mitgenommen worden. Dabei beeindruckte ihn die Kirchenarchitektur in Ravenna derart, dass er schon damals beschloss, wenn er einmal eine Kirche erbauen sollte, würde dies nur nach dem Vorbild der Sakralbauten in Ravenna geschehen. 1879 erwarb Carl Jacobsen den Bauplatz im Kopenhagener Stadtteil Valby, wo sich auch seine Brauerei befand. 1882 erhielt er von seinem Vater sein Erbe von 1 Million Dänischen Kronen ausbezahlt, wovon ein Viertel für die Errichtung der Kirche vorgesehen wurde. Auch der Name „Jesuskirche“ geht auf Jacobsen zurück, da „Jesus als Mensch, sein Beispiel und sein Wort“ für ihn besondere Bedeutung gewonnen hatten. Der Name fand zwar keinen besonderen Beifall beim Kopenhagener Bischof, doch widersetzte er sich auch nicht.
1883 beauftragte Carl Jacobsen den Architekten Verner Dahlerup mit dem Bau einer Kirche aus roten Backsteinen und im Rundbogenstil. Der Turm sollte als freistehender Campanile errichtet werden. Dahlerup überschritt allerdings den zur Verfügung stehenden Etat, weshalb der Kirchenbau 1891 zunächst ohne Turm abgeschlossen wurde. Die Weihe erfolgte am 15. November 1891 durch den Seeländischen Bischof Bruun Juul Fog. Dahlerup schlug vor, dass Jacobsens ältester Sohn Alf einmal den Turmbau finanzieren und vollenden sollte. Deshalb hatte Carl Jacobsen seinem Sohn bereits symbolisch eine Sparbüchse in Form eines Campanile geschenkt, doch starb Alf Jacobsen neunjährig an Scharlachfieber. Nun entschloss sich Jacobsen, den Campanile – jetzt von ihm „Alfturm“ genannt – so bald wie möglich bauen zu lassen, was 1894–1895 erfolgte. Die nötigen Mittel erhielt er von seiner Mutter Laura als Geburtstagsgeschenk. Am Ende kostete allein der Turmbau eine halbe Million Kronen, so viel wie die übrige Kirche.
Dahlerup orientierte sich beim Entwurf der Jesuskirche nicht nur ravennatischen Vorbildern, sondern schuf einen „Mischstil aus byzantinischen, lombardischen und romanischen Motiven“ (D. Zanker-von Meyer). Die Architekturzitate stammen überwiegend aus oberitalienischen Kirchen, doch gibt es auch Anleihen an französische Emporenkirchen und spanisch-maurische Dekorationselemente. Italienischen Vorbildern entspricht auch das Halbdunkel des Inneren mit dem goldenen Licht z. B. aus den gelbverglasten Fenstern der Chorkuppel. Carl Jacobsen war mit der fertigen Jesuskirche sehr zufrieden, die seinen künstlerischen Vorstellungen entsprach: Denn er verstand sich zwar als dänischer Patriot, doch ohne ein engstirniges „nationalromantisches Bewusstsein“, das nur nordische Vorbilder und Motive akzeptiert hätte.

## Äußeres

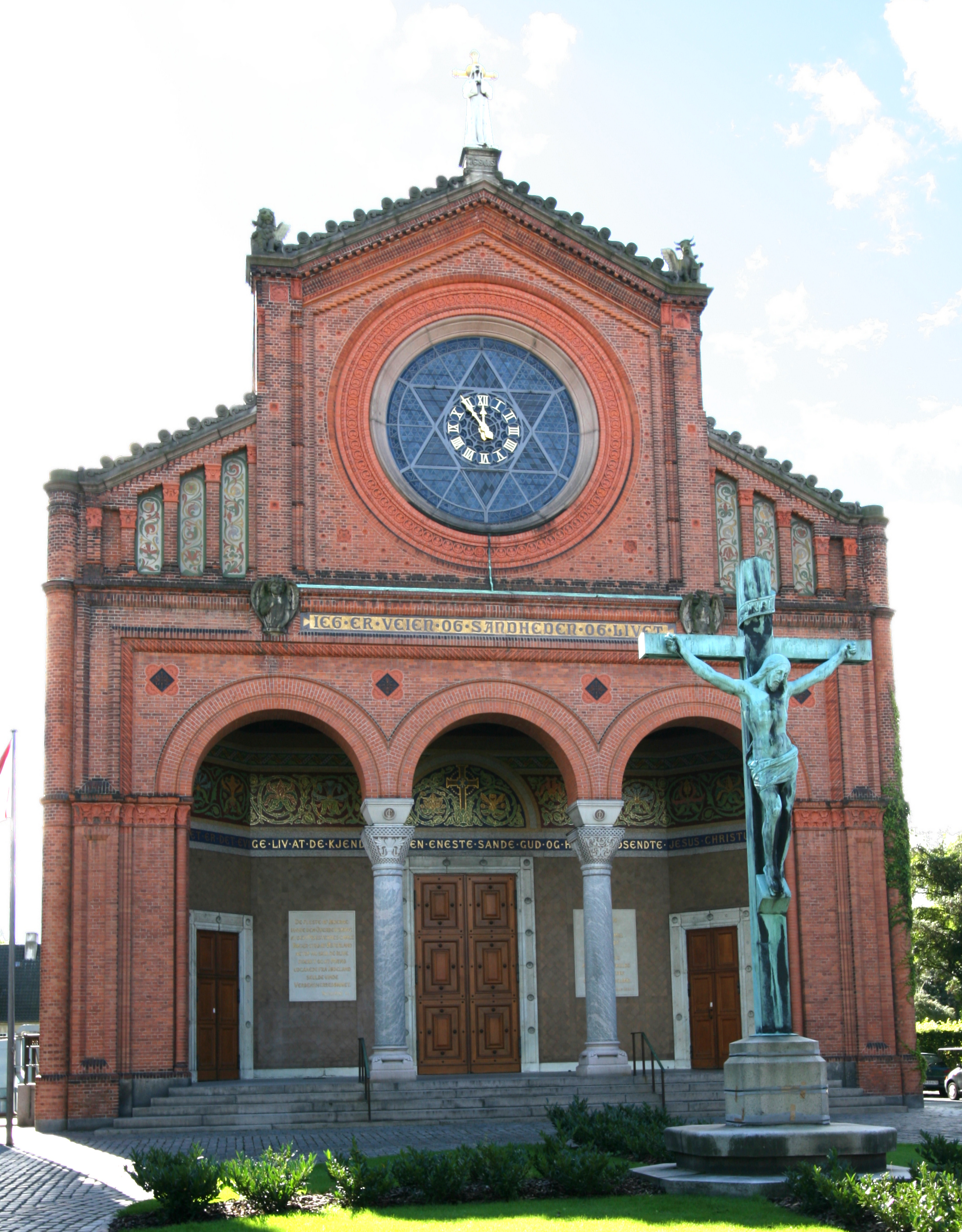
Hauptfassade mit Portikus und Fensterrose

Die Jesuskirche ist eine dreischiffige pseudobasilikale Emporenkirche mit freistehendem Campanile an der Ostseite. Die Hauptfassade wird von drei Rundbögen beherrscht, die sich zu einer Portikus öffnen. Diese ist im Stil frühchristlicher Kirchen ausgeschmückt. Der obere Teil der Fassade wird von einem Mittelfeld beherrscht, an dessen Ecken sich die vier Evangelistensymbole befinden. Blickpunkt des Mittelfelds ist eine Fensterrose von 4,5 m Durchmesser – die größte ihrer Art in Dänemark –, in die eine Uhr eingelassen ist. Das Zifferblatt aus Bronzeguss hat einen Durchmesser von 1,75 m und wiegt 261 kg. Der umlaufende Davidstern aus zwei Dreiecken besteht aus massiven schmiedeeisernen Stangen und wiegt 900 kg. Unter dem Mittelfeld findet sich zentral die Inschrift „Ich bin der Weg und die Wahrheit und das Leben“ (Joh 14,6 ) auf Dänisch. Die Fassade wird von einer Statue des betenden Christus bekrönt, geschaffen von dem dänischen Bildhauer Aksel Hansen (1853–1933).
Der sechsstöckige Campanile an der Ostseite ist 52 m hoch. In seinem Sockel sind schwarze Inschrifttafeln mit Versen aus der Offenbarung des Johannes angebracht. Darüber folgt eine mit Backsteinornamenten überzogene Zone, in der auch das damalige Firmenzeichen der Ny Carlsberg-Brauerei, das Hakenkreuz, als Schmuckmotiv vorkommt. Der Turmhelm und der Fries unter der Turmspitze sind mit großen A-Buchstaben verziert, die für Alf Jacobsen, den Lieblingssohn des Bauherrn, stehen. In der Glockenkammer befinden sich vier Glocken mit den Namen Alf, Erland, Beatrice und Thorvald – die Namen derjenigen vier Kinder Carl Jacobsens, die jung verstarben.
Vor der Hauptfassade befindet sich ein Kruzifix von Jens Adolf Jerichau. Am Rande des Vorplatzes ließ Jacobsen außerdem 1901 eine Bronzestatue von Niels Hansen Jacobsen (1861–1941) aufstellen: „Troll, der Christenfleisch wittert“. Die gehörnte Troll-Figur streckt dabei eine Hand in Richtung des Kruzifixes aus. Dieses Motiv wurde damals von einigen Betrachtern als blasphemisch empfunden, deshalb wurde die Bronzestatue ca. 1920 in den Garten der Ny Carlsberg Glyptotek transferiert. 2002 wurde aber wieder eine Kopie vor der Jesuskirche aufgestellt.

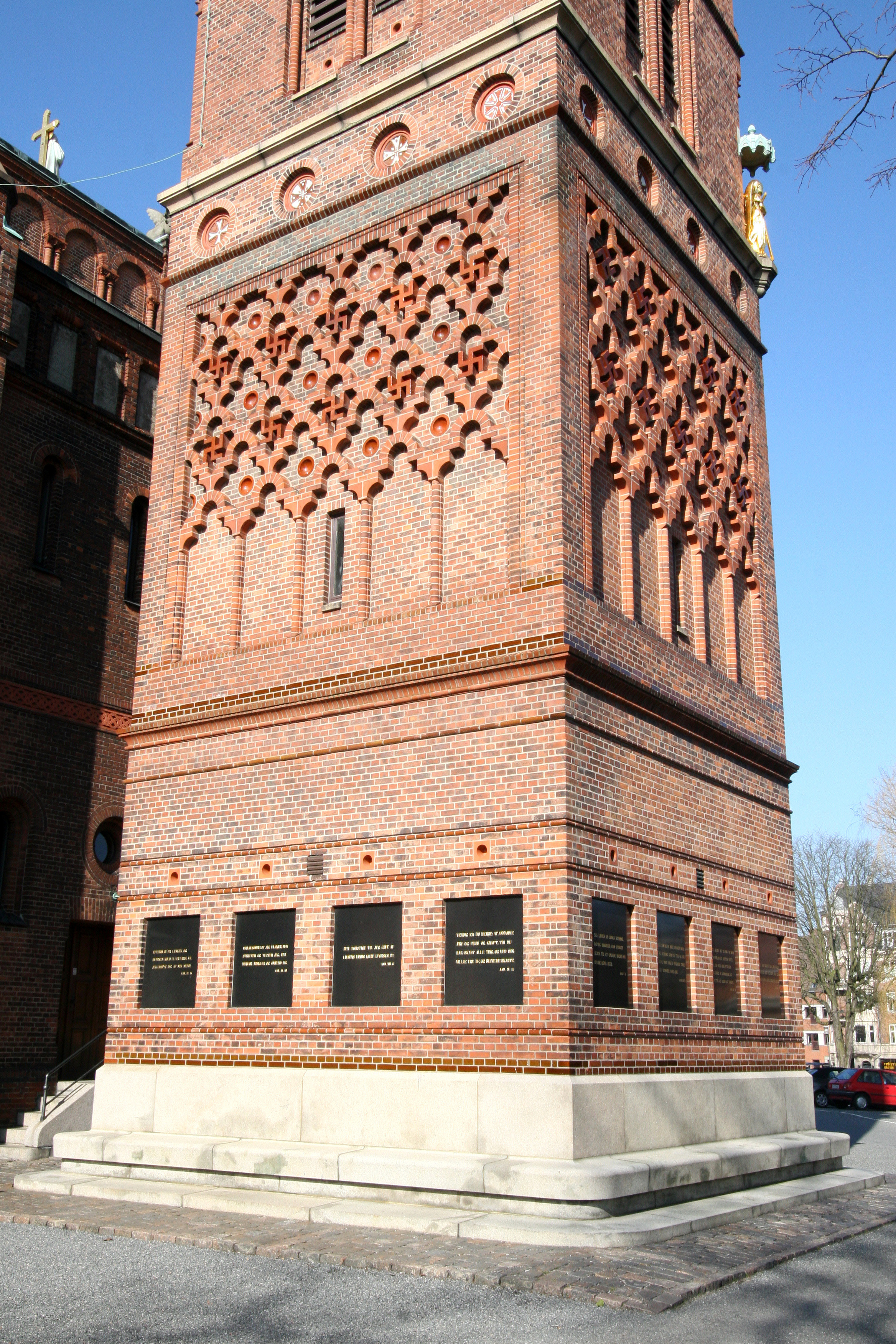
Ornamentiertes Mauerwerk des Campanile (Detail)
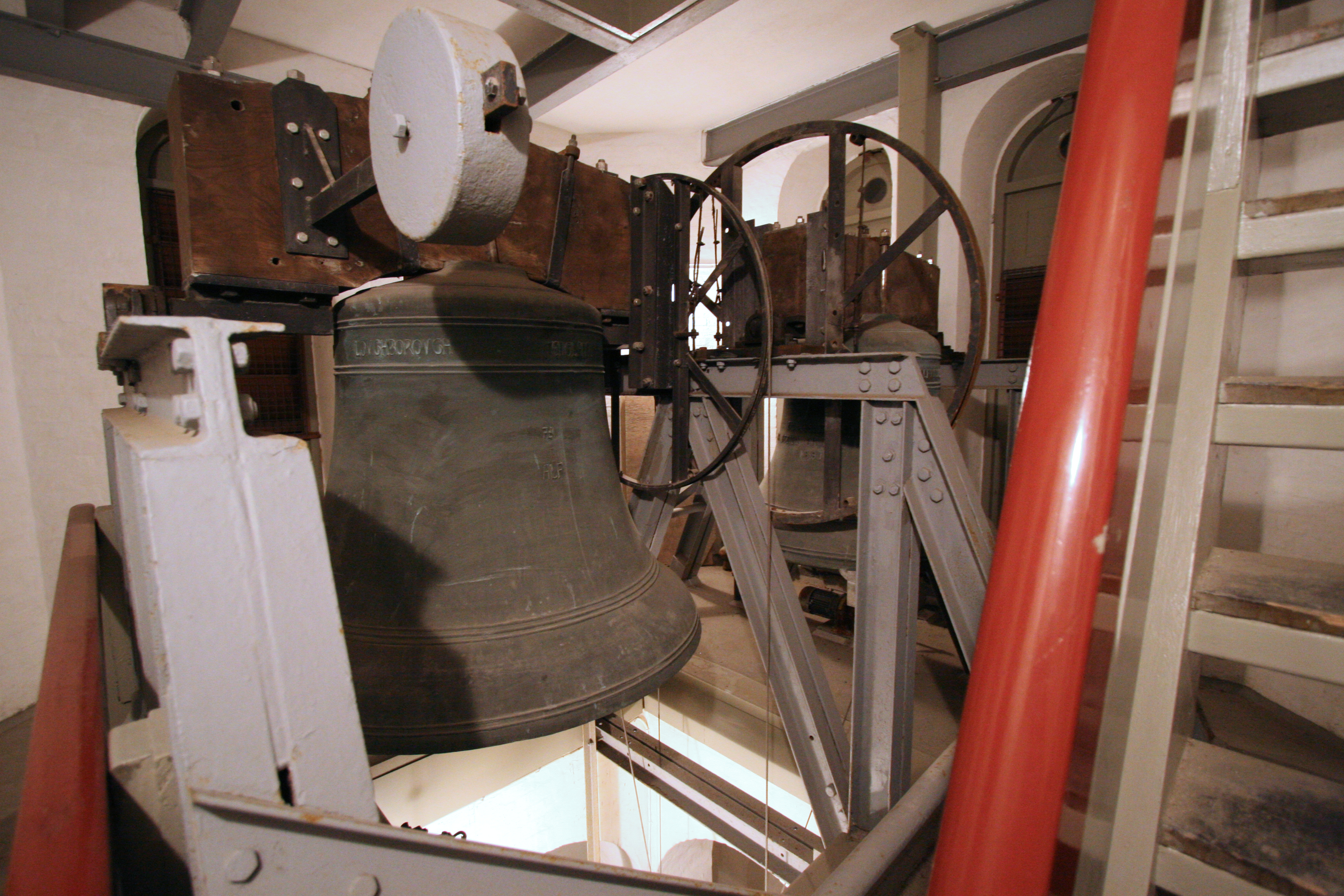
Die beiden großen Glocken des Campanile, Alf und Erland
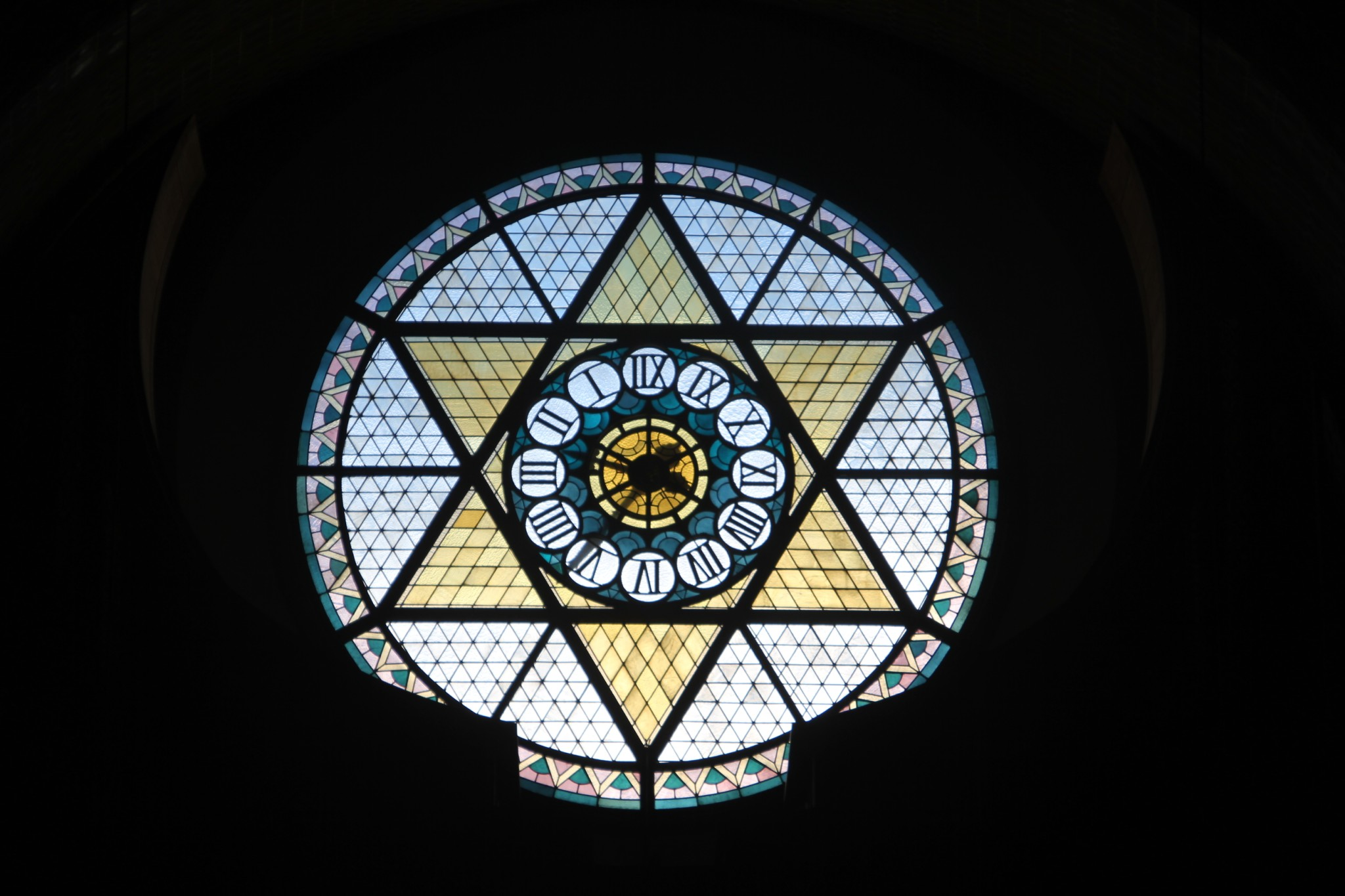
Die Fensterrose von innen gesehen
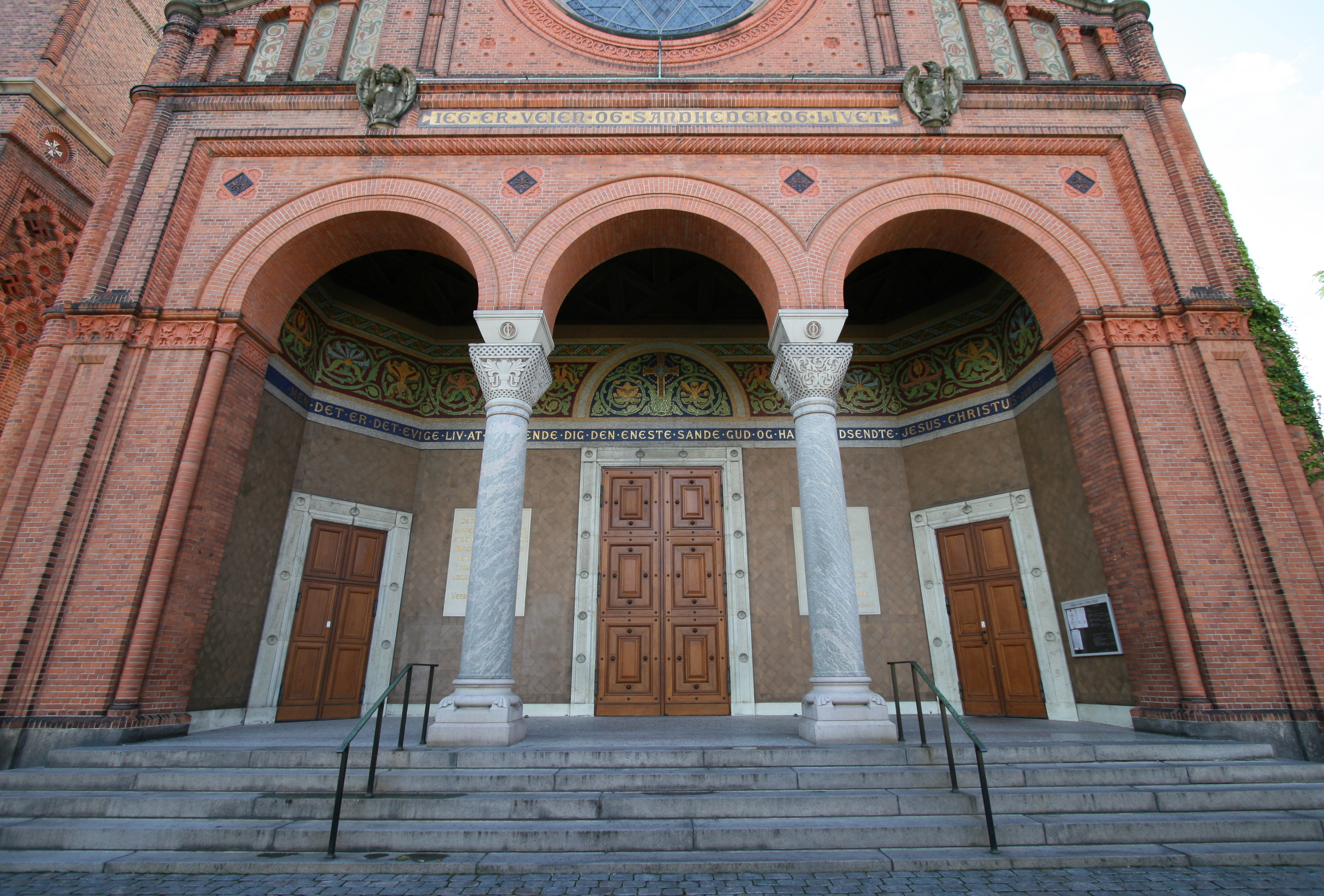
Portikus (Vorhalle)
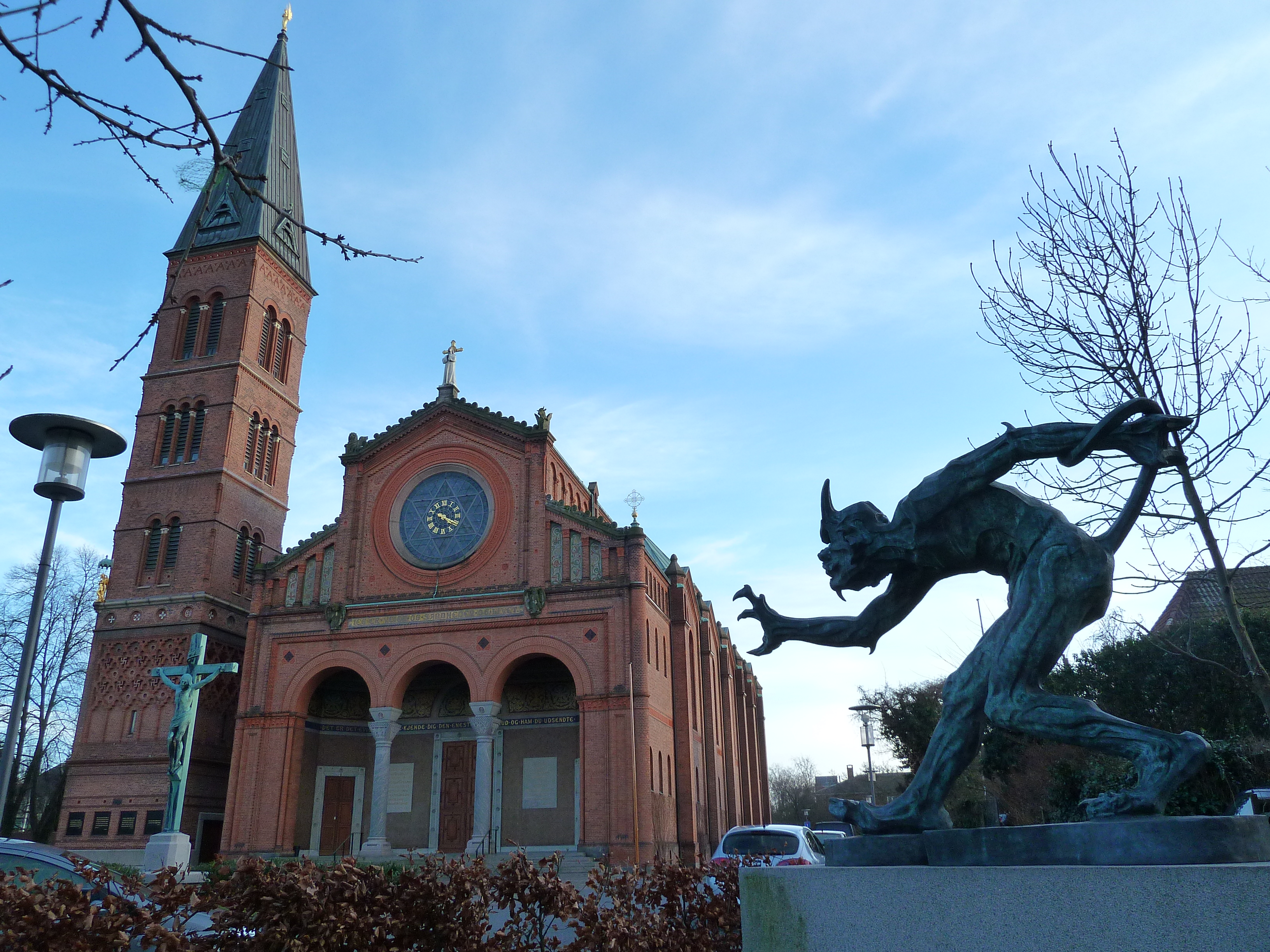
Jesuskirche und N. H. Jacobsens Statue „Troll, der Christenfleisch wittert“
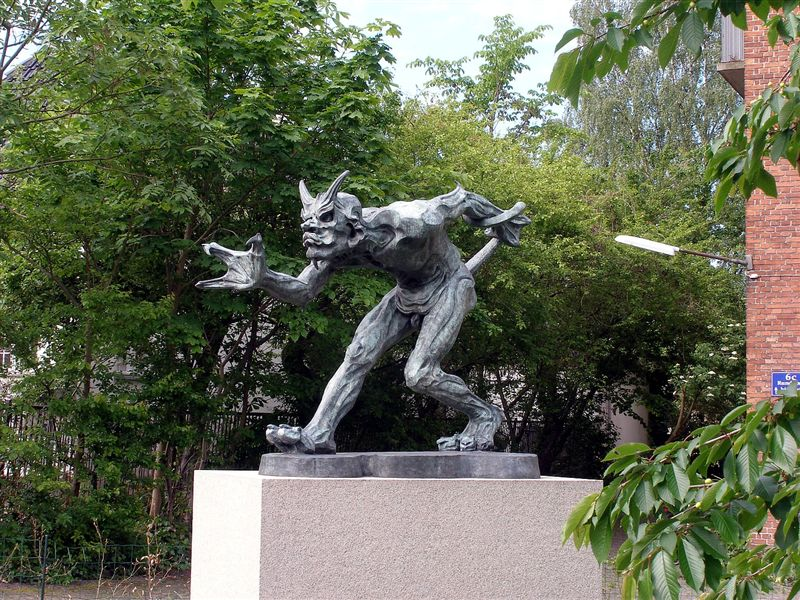
Troll-Statue aus anderem Blickwinkel

## Inneres

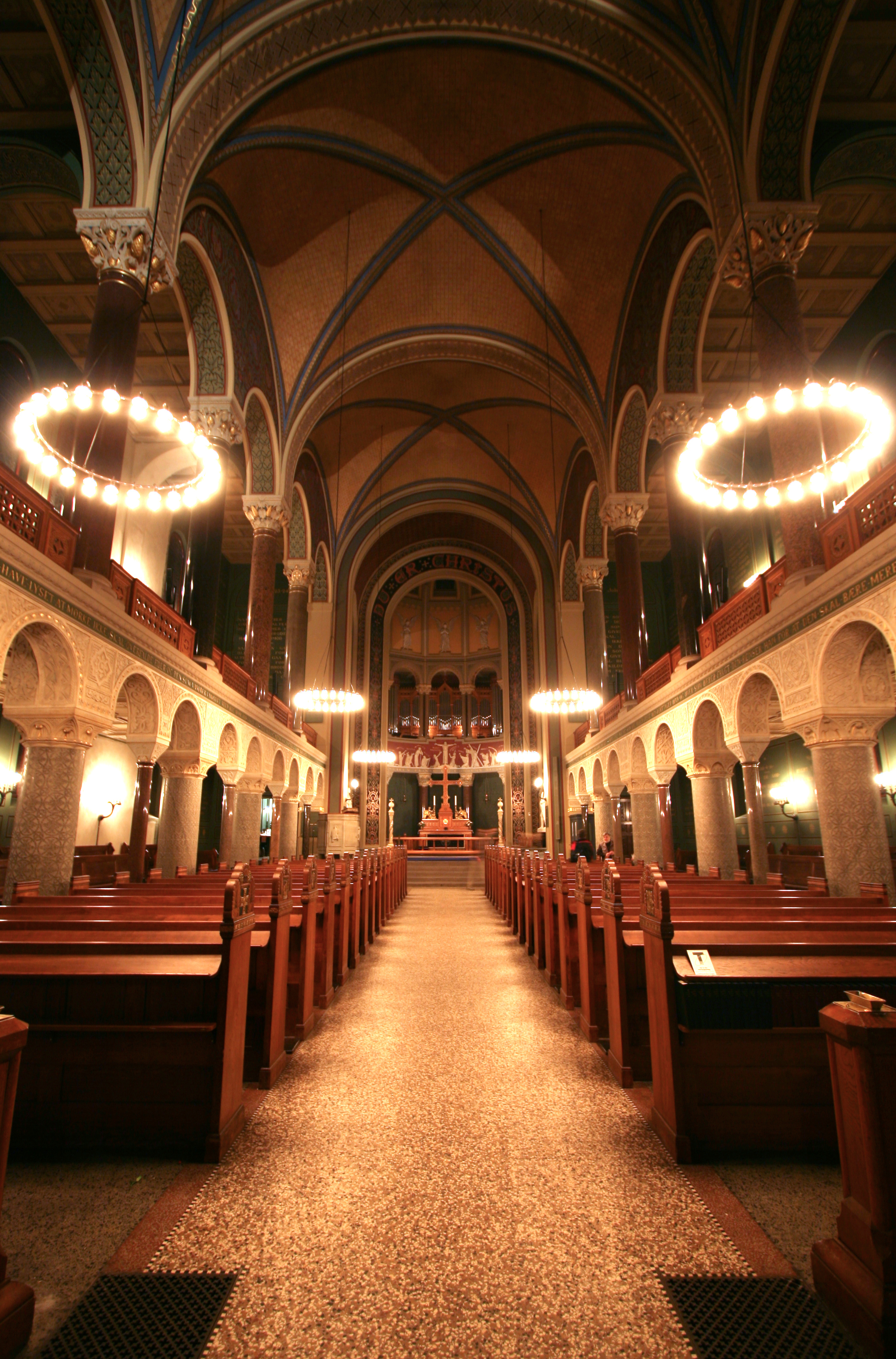
Kirchenschiff mit Blick zum Altar

Das kreuzrippengewölbte Mittelschiff wird von zwei Seitenschiffen mit Emporen flankiert, die auf jeder Seite von elf verzierten Marmorsäulen getragen werden. Die Bögen über den Emporen werden von je fünf polierten Granitsäulen gestützt. In Umkehrung der üblichen Proportionen haben die Seitenschiffe ein niedriges Unter- und ein hohes Obergeschoss. Die zwölf Fenster hinter den Emporen zeigen auf der linken, östlichen Seite alttestamentliche Gestalten (Mose, David und die vier großen Propheten), auf der rechten Seite neutestamentliche Gestalten (Petrus, Paulus, Jakobus der Ältere und die drei Evangelisten Markus, Lukas und Johannes). Diese Glasmalereien galten lange als von dem dänischen Künstler Christian Nielsen Overgaard (1851–1929) entworfen, der sich aber niemals selbst als ihr Urheber bezeichnet hat; vielmehr stammen sie wohl ausschließlich von den beiden ausführenden Münchner Glasmalerei-Firmen des Franz Mayer und F. X. Zettler. An der Nordwand der Jesuskirche zu beiden Seiten des Hauptportals befindet sich eine sogenannte „Apostelwand“ mit Bildern aller zwölf Apostel, die der dänische Maler August Jerndorff (1846–1906) nach dem Vorbild norditalienischer Ikonostasen malte.
Der Chor wurde als getrennter, von mittelalterlichen Zentralbauten inspirierter Baukörper angelegt. Er ist durch ein tonnengewölbtes Zwischenjoch mit dem Kirchenschiff verbunden. In der linken Nische des Zwischenjochs steht der Taufstein des Bildhauers J. A. Jerichau: Zwei Engel mit Kreuz bzw. Palmzweig, die für Glaube und Hoffnung stehen, flankieren einen Felsen, aus dem sich Wasser in eine Muschelschale ergießt. In der rechten Nische steht eine Gruppe des italienischen Bildhauers Pietro Tenerani, die nach einem Entwurf von Bertel Thorvaldsen den Lebens- und Todesgenius darstellt.
Ein Triumphbogen leitet mit seiner schräg gestellten Laibung geschickt zum Chorraum über. Er trägt in großen Buchstaben die auffälligste Inschrift der Kirche, das Petrusbekenntnis „Du bist Christus“ (Mk 8,29 ). Das zwölfeckige Chorpolygon ist dreigeschossig. Über dem ersten Geschoss befindet sich ein Fries des norwegischen Bildhauers Stephan Sinding: Christus empfängt mit ausgebreiteten Armen die von beiden Seiten heranströmenden Märtyrer und andere Glaubenszeugen, darunter auch die Reformatoren Jan Hus, Martin Luther und Hans Tausen. Auf der Empore des Chors befindet sich, der Gemeinde zugewandt, die Hauptorgel von Cavaillé-Coll (siehe dazu den nächsten Abschnitt). Die Wandpartie darüber wird durch schmale Dienste in zwölf Felder gegliedert, von denen jedes das lebensgroße Relief eines Engels zeigt, angefertigt von dem dänischen Bildhauer Frederik Hammeleff (1847–1916). Darüber wölbt sich eine Halbkugel, in deren Fuß nach byzantinischem Vorbild Fenster eingeschnitten sind. Die Dienste verwandeln sich hier an ihrem oberen Ende in Palmenkronen, die auf den Mittelpunkt der Kuppel, das Dreifaltigkeitssymbol mit JHWH-Tetragramm, weisen.
Der Altar wurde nach Dahlerups Entwurf von der Kunsthandwerksfirma S. & A. Jensen angefertigt. Sein intarsienverzierter Aufsatz wird von einem 2,10 m hohen Kreuz dominiert. Im Sockel direkt unter dem Kreuz befindet sich ein eingelegtes Pentagramm, das hier aber keine okkulte Bedeutung hat, sondern die fünf Wunden Christi symbolisieren soll. Die ursprüngliche, reich verzierte Kanzel auf Emporenhöhe ist nicht mehr vorhanden; der heutige, tiefer gelegene Kanzelneubau aus gotländischem Sandstein – mehr auf Augenhöhe mit der Gemeinde – stammt von Mogens Bøggild (1901–1987) und wurde 1934 aufgestellt.
Die gruftartige Krypta mit den Sarkophagen der Familie Jacobsen ist in pompejanischem Stil dekoriert. Die Grabnische mit den Sarkophagen von Jacobsens Eltern ist mit dem Bibelvers überschrieben: „Lasse dich nicht überwinden vom Bösen“ (Röm 12,21 ), was zeigt, dass Carl Jacobsen den mehrjährigen geschäftlichen Streit mit seinem Vater Jacob Christian Jacobsen wohl nicht ganz verwunden hatte. Die Deckenmalerei im Vorraum der Krypta zitiert Carl Jacobsens beliebtes Motto: „Hilf dir selbst, dann hilft dir Gott“ (dän. Hjælp dig selv, saa hjælper vor Herre dig).

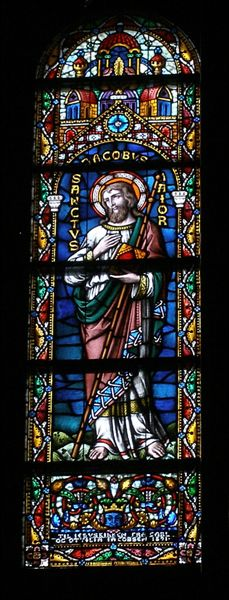
Jakobus der Ältere, Münchner Glasmalerei
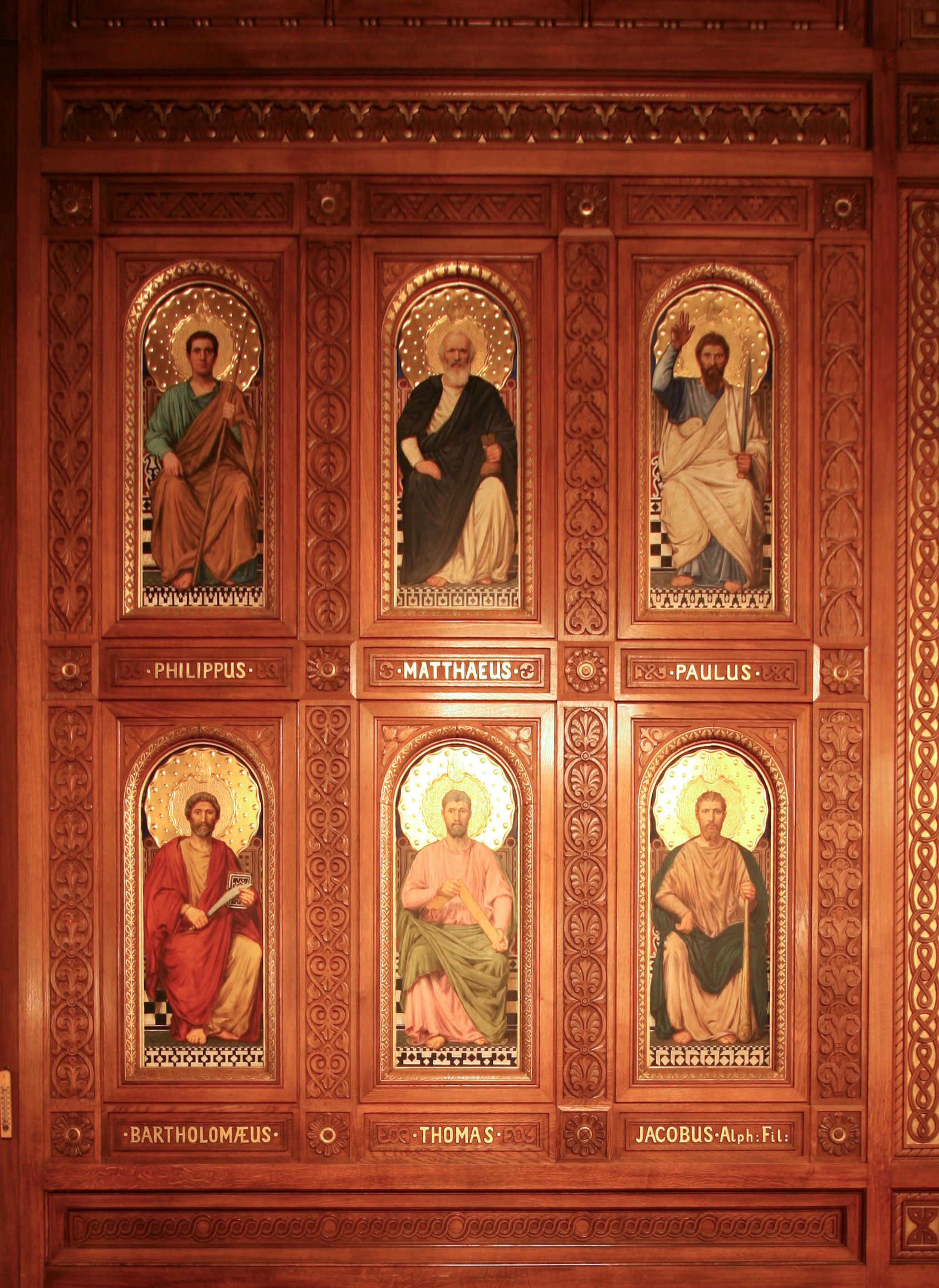
Apostelwand, linke Seite
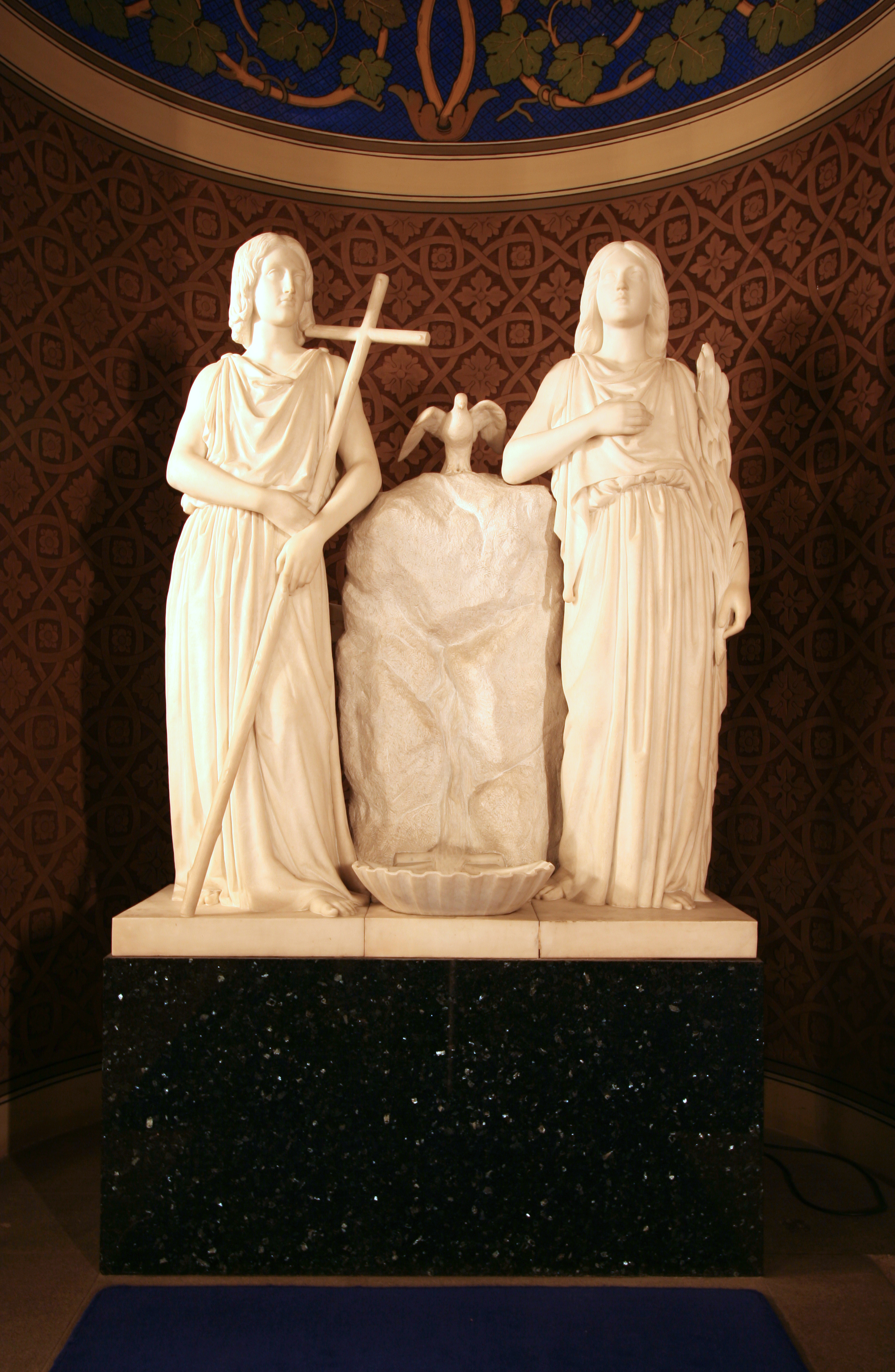
Taufstein von J. A. Jerichau
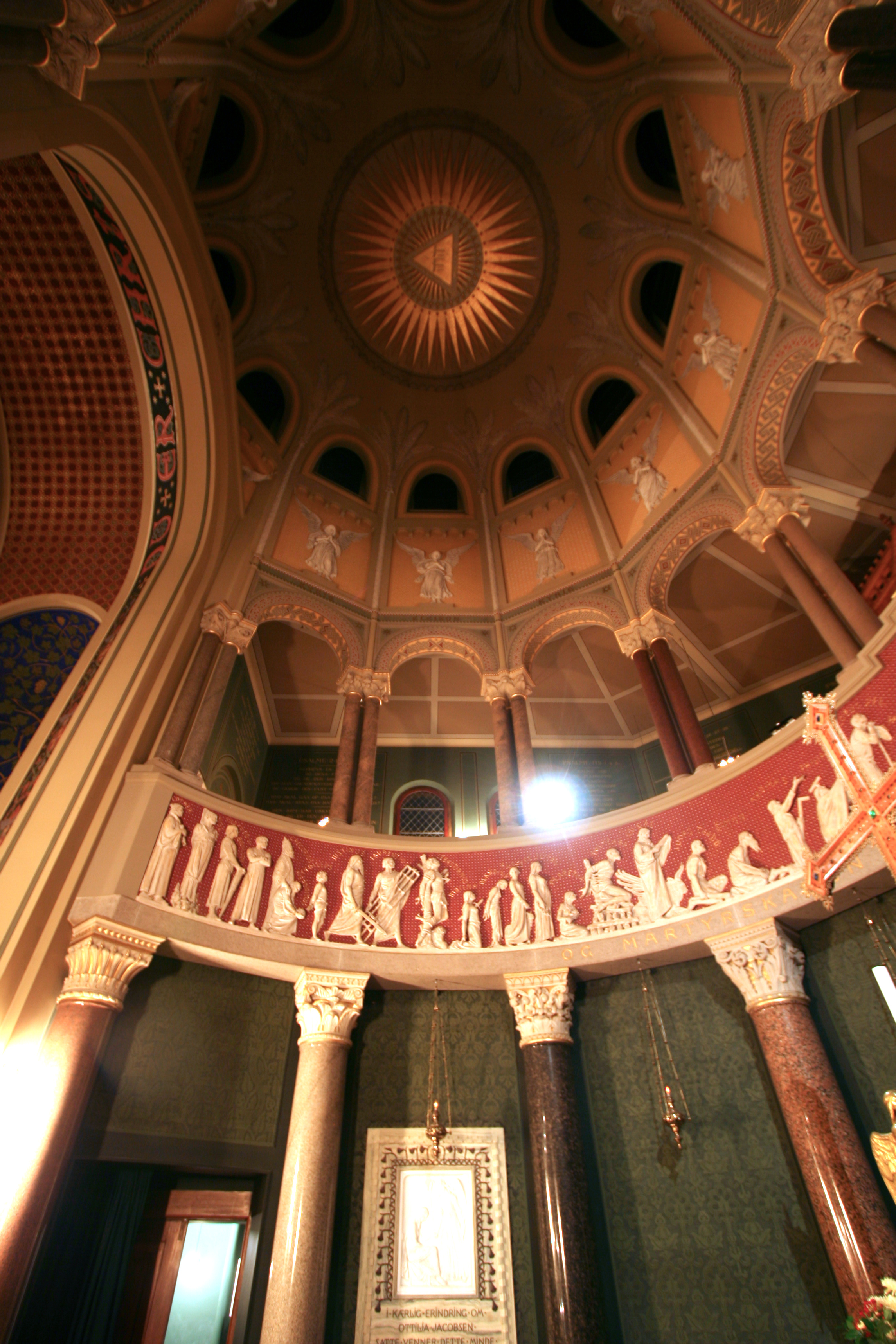
Blick in die Chorkuppel
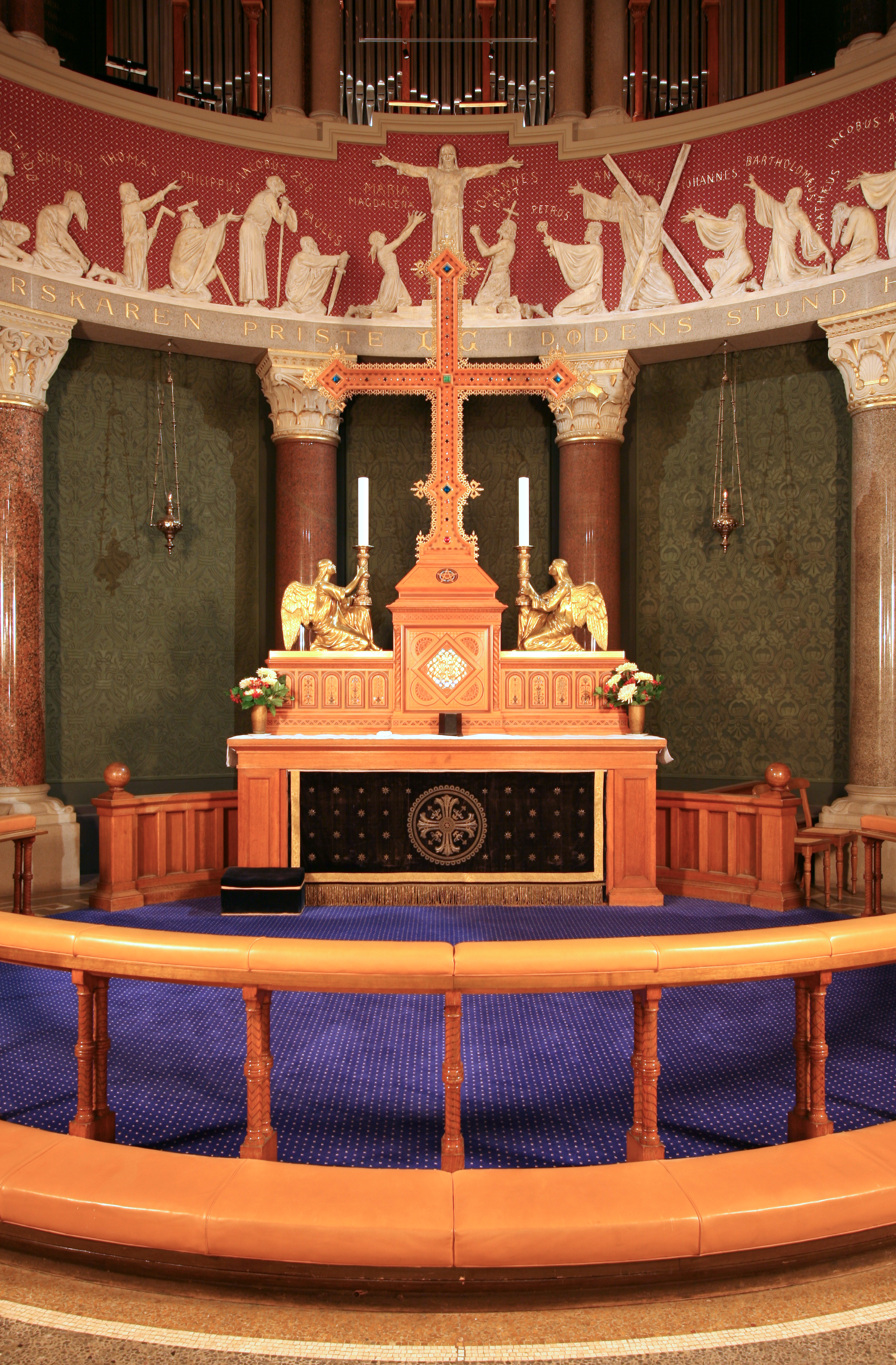
Altar und darüber ein Teil des Märtyrer-Frieses
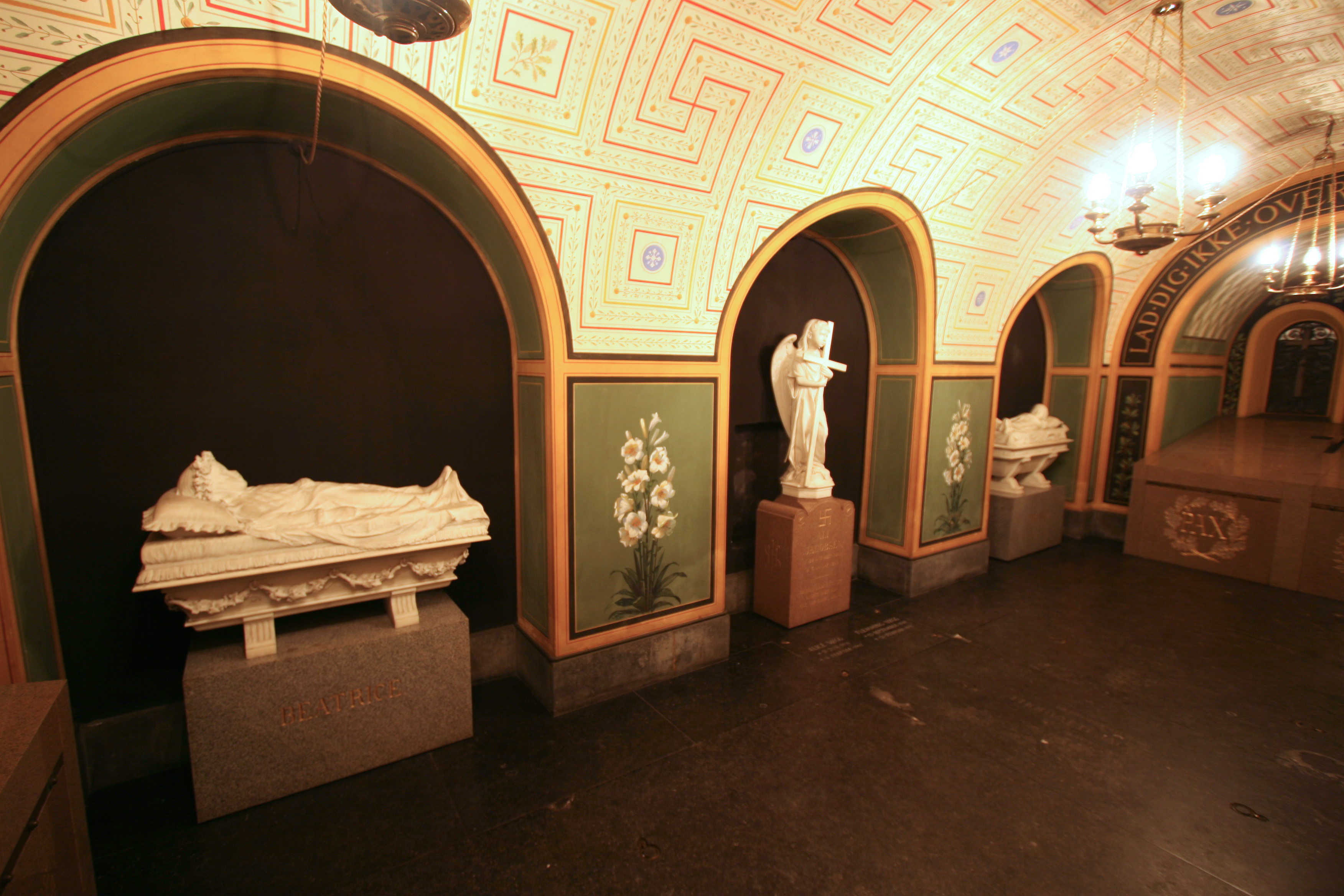
Krypta mit Mausoleum der Familie Jacobsen

## Orgeln und Harmonien

### I. Hauptorgel

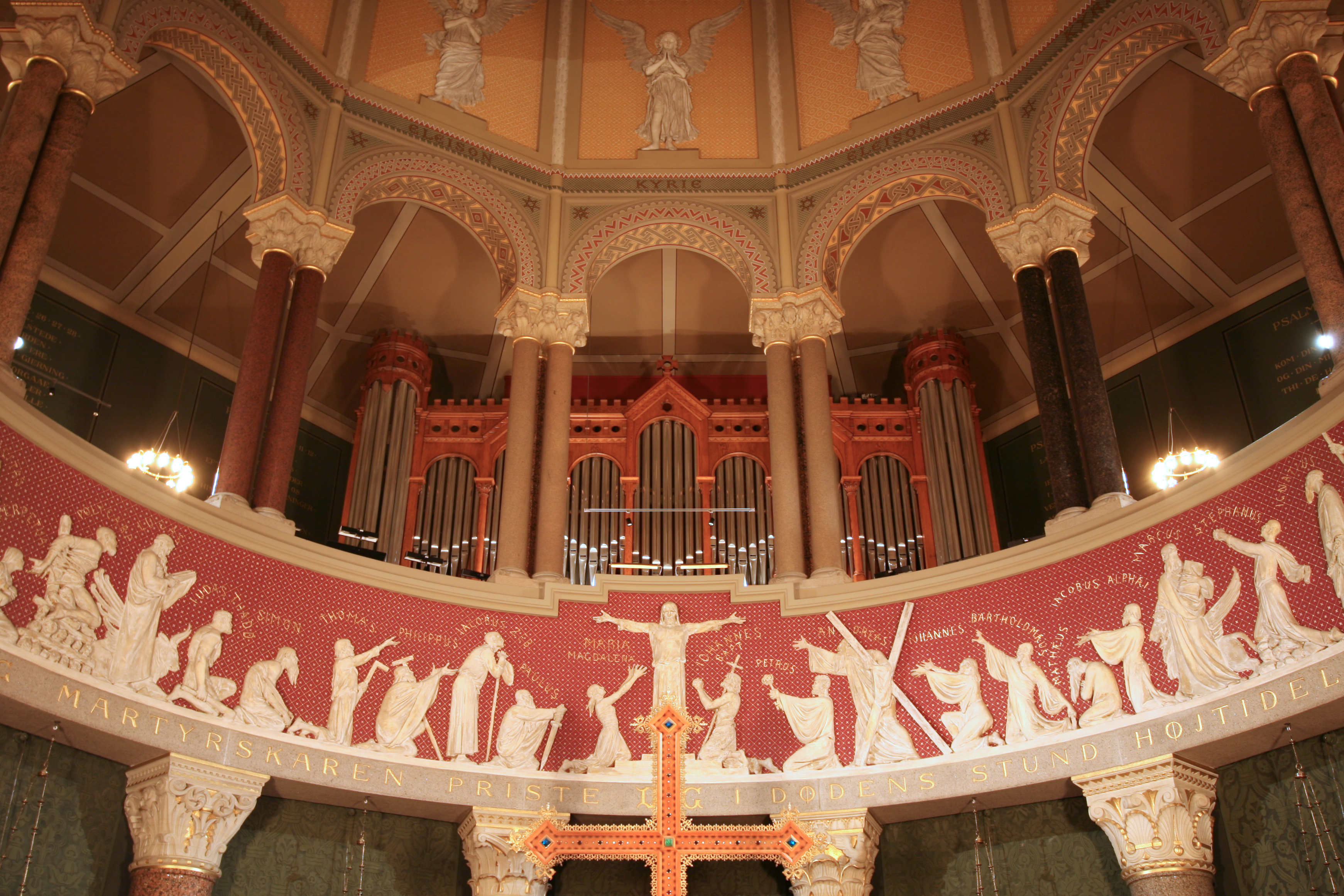
Cavaillé-Coll-Orgel von 1890

Der Bauherr der Jesuskirche, Carl Jacobsen, hatte auf seinen Reisen nach Paris die damalige französische Orgelromantik schätzen gelernt. Daher bestellte er für seine Kirche eine Orgel des damals führenden Orgelbauers Aristide Cavaillé-Coll. Das Instrument, das sich auf der Empore über dem Altar befindet, ist bis heute nahezu unverändert erhalten und wird in Fachkreisen als einzige Cavaillé-Coll-Orgel in Skandinavien sehr geschätzt. Eine Legende will wissen, dass der 79-jährige Cavaillé-Coll während des Aufbaus der Orgel im Kopenhagener Luxushotel Hotel d’Angleterre residiert habe, doch tatsächlich blieb der greise Meister in Paris und ließ seinen Mitarbeiter Félix Reinburg den Aufbau der Orgel vor Ort leiten. Die Disposition (II/P/20) des am 6. September 1890 in den Dienst genommenen Instrumentes lautet:
| I Grand Orgue C–g3 |                  |     |
| 1.                 | Bourdon          | 16′ |
| 2.                 | Montre           | 08′ |
| 3.                 | Flûte harmonique | 08′ |
| 4.                 | Bourdon          | 08′ |
| 5.                 | Salicional       | 08′ |
| 6.                 | Préstant         | 04′ |
| 7.                 | Flûte douce      | 04′ |
| 8.                 | Plein Jeu IV     |     |

| II Récit C–g3 |                      |    |
| 9.            | Flûte traversière    | 8′ |
| 10.           | Viole de gambe       | 8′ |
| 11.           | Voix céleste         | 8′ |
| 12.           | Flûte octaviante     | 4′ |
| 13.           | Octavin              | 2′ |
| 14.           | Trompette harmonique | 8′ |
| 15.           | Basson-Hautbois      | 8′ |
| 16.           | Clairon              | 4′ |

| Pédale C–f1 |          |     |
| 17.         | Soubasse | 16′ |
| 18.         | Basse    | 08′ |
| 19.         | Bourdon  | 08′ |
| 20.         | Bombarde | 16′ |

- Koppeln: II/I, I/P, II/P
- Spielhilfen: Einführungstritt (Appel) und Absteller (Renvoi) für: I Montre 8′, Préstant 4′ und Plein Jeu IV; II Trompette harmonique 8′ und Clairon 4′. Schwelltritt für II.
- Effektregister: Pédale d’orage (Donnereffekt)
- Traktur: vollmechanisch, Schleifladen

### II. Hauptorgel

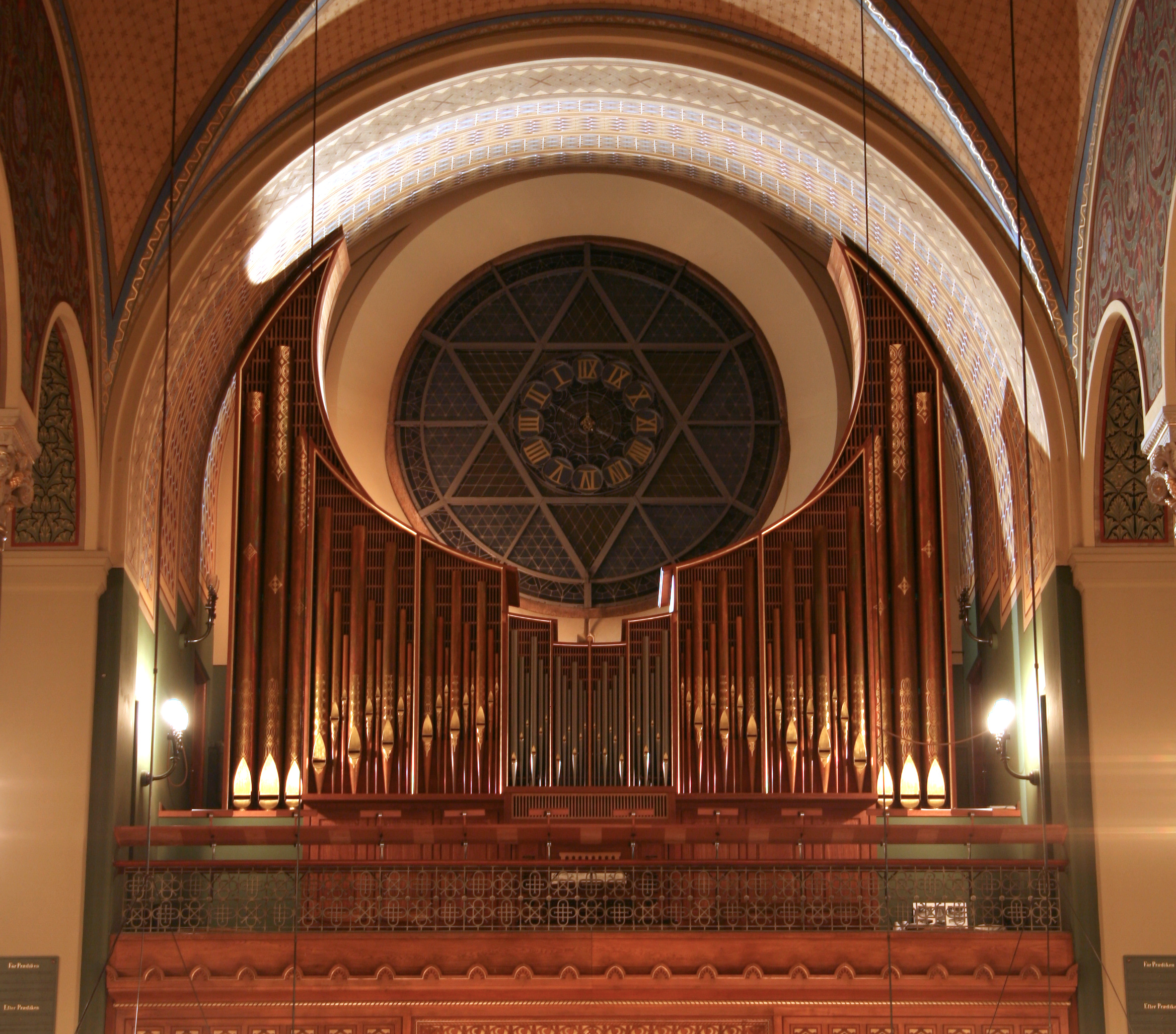
Jensen & Thomsen-Orgel von 1994

1992–1994 errichtete die Orgelbauwerkstatt Jensen & Thomsen aus Lyngby eine neobarocke zweite Hauptorgel auf der Nordempore unterhalb der Fensterrose. Diese soll sowohl der Entlastung der Cavaillé-Coll-Orgel dienen als auch stilgerechtes Bach-Spiel erlauben. Das Aussehen des Orgelprospekts wird von handverzierten Kupferpfeifen geprägt. Der Anschaffungspreis betrug 3 Millionen Dänische Kronen. Die Disposition (II/P/16 + 3 Pedaltransmissionen + 1 vakante Schleife) lautet:
| I Hauptwerk C–g3 |             |           |
| 1.               | Bordun      | 16′       |
| 2.               | Principal   | 08′       |
| 3.               | Spidsfløjte | 08′       |
| 4.               | Oktav       | 04′       |
| 5.               | Superoktav  | 02′       |
| 6.               | Mixtur IV   |           |
| 7.               | Cornet V    | (D)       |
| 8.               | Trompet     | 08′ (B/D) |

| II Positiv C–g3 |            |          |
| 9.              | Bordun     | 8′       |
| 10.             | Quintadena | 8′       |
| 11.             | Fløjte     | 4′       |
| 12.             | Tværfløjte | 2′       |
| 13.             | Quint      | 1 ⁄3′    |
| 14.             | Vox humana | 8′ (B/D) |

| Pedal C–f1 |                    |              |
|            | Untersatz          | 32′ (vakant) |
| 15.        | Principalbas       | 16'          |
|            | Oktavbas (= Nr. 2) | 08′          |
|            | Oktavbas (= Nr. 4) | 04′          |
| 16.        | Basun              | 16′          |
|            | Trompet (= Nr. 8)  | 08′          |

- Koppeln: II/I, I/P
- Tremulant: Kanaltremulant für die gesamte Orgel
- Stimmung: Vallotti
- Traktur: Schleifladen, vollmechanisch, Schleifenteilung bei h0/c1

### Chororgel

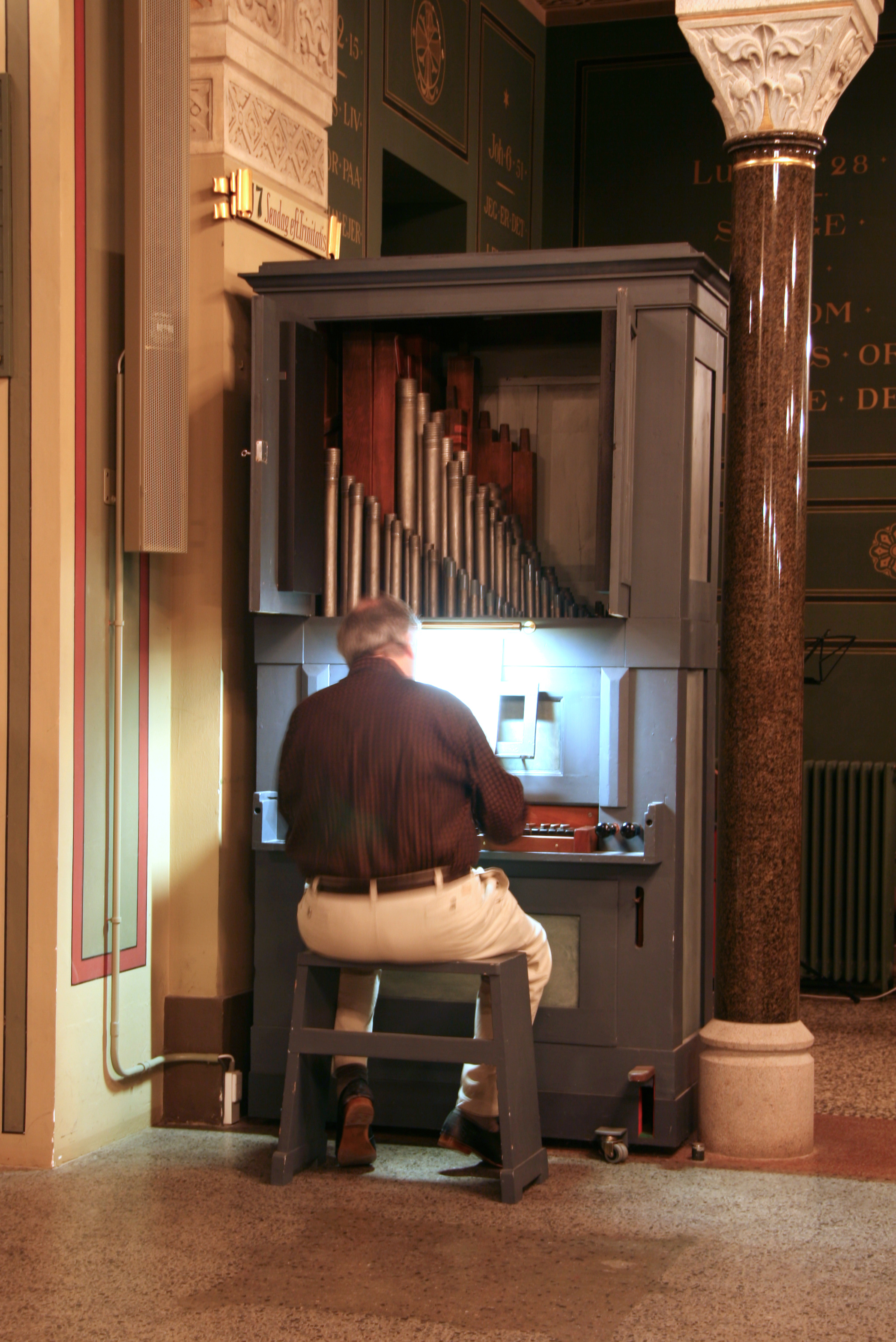
Chororgel von ca. 1840

Gegenüber der Kanzel steht seit 2004 ebenerdig eine kleine, pedallose Chororgel. Sie stammt ursprünglich aus Grönland und wurde vermutlich von Jens Gregersen (1804–1864) um 1840 erbaut. Die Disposition (I/3) lautet:
| Manual C–c3 |           |    |
| 1.          | Gedackt   | 8′ |
| 2.          | Principal | 4′ |
| 3.          | Octav     | 2′ |

### Harmonien

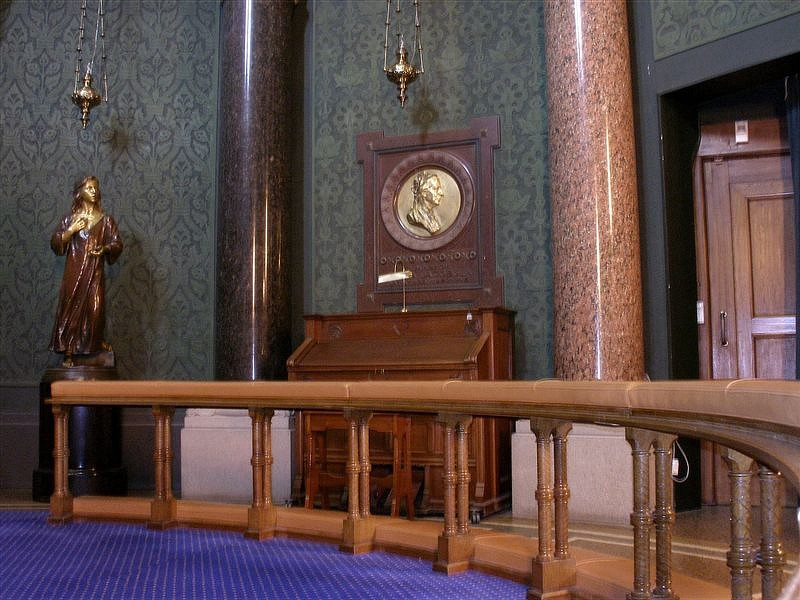
Hofberg-Kunstharmonium von ca. 1920

1911 schenkte Carl Jacobsen seiner Kirche ein amerikanisches Harmonium, das zunächst in der Sakristei aufgestellt wurde. Es bildete den Grundstock einer Harmonium-Sammlung, die bis heute auf 55 Instrumente aus Dänemark, Deutschland, Belgien, Frankreich, Schweden und den USA angewachsen ist. Die Harmonien befinden sich nicht zugänglich im Keller und auf den Emporen.
Eine Ausnahme bildet ein Hofberg-Kunstharmonium von ca. 1920, das ebenerdig an der rechten Seitenwand des Chors aufgestellt ist und für Morgengottesdienste und kleinere Andachten benutzt wird. Eine vergoldete Plakette über dem Harmonium zeigt die Mutter des Bauherrn, Laura Jacobsen. Die Disposition des Kunstharmoniums lautet (4 ganze und 6 halbe Register):
| Manual C–c4 Bass / Diskant |     |   |              |     |  |
| Cor Anglais                | 08′ | / | Flûte        | 08′ |  |
| Bourdon                    | 08′ | / | Clarinette   | 08′ |  |
| Clairon                    | 04′ | / | Fifre        | 04′ |  |
| Basson                     | 08′ | / | Oboe         | 08′ |  |
| Aeolsharfe                 | 02′ | / | Musette      | 16′ |  |
| Subbaß                     | 16′ | / | Voix céleste | 16′ |  |
|                            |     | / | Baryton      | 32′ |  |
|                            |     | / | Aeolsharfe   | 08′ |  |

- Bass-Diskantteilung bei e1/f1.
- Spielhilfen: Forte fixe (B/D). Forte expressif (B/D). Metaphone (B/D). Percussion (B/D). Expression. Double-Expression. Prolongement.

## Bedeutende Pastoren
Erster Pfarrer der Jesuskirche war Henry Braëm Ussing (1855–1943) von 1891 bis 1915. Er war Sohn des Philologen und Archäologen J. L. Ussing, der Carl Jacobsen 1887 auf seiner Griechenlandreise begleitet hatte. Als Jacobsen 1890 einen Pfarrer für seine Kirche suchte – er hatte beim Bischof durchgesetzt, selbst die Auswahl treffen zu dürfen – fiel seine Wahl auf den jungen und engagierten Henry Ussing. Dieser verwandte seitdem viel Energie darauf, den oft recht „hartgesottenen“ Einwohnern des Arbeiter-Stadtteils Valby das Christentum nahezubringen, engagierte sich gegen Alkoholmissbrauch und Kriminalität und für die Innere Mission und Erweckungsbewegung. Er verfasste auch theologische Schriften und zwei Bände Lebenserinnerungen. In Ussings Amtszeit fiel der Tod des damals bekannten dänischen Schriftstellers Herman Bang, der 1912 auf einer Amerikareise verstarb und einbalsamiert nach Kopenhagen überführt wurde. Als Homosexueller galt Bang damals in kirchlichem Sinne als „gottlos“, und so verweigerte ihm der Kopenhagener Propst Hans Mathias Fenger ein Begräbnis in der Holmens Kirke. Auf ausdrückliche Fürsprache Carl Jacobsens wurde Bang aber in der Jesuskirche über Nacht aufgebahrt und erhielt dort am folgenden Tag eine Trauerfeier mit Ansprache durch Hilfsprediger Oscar Geismar (1877–1950).
Thorkil August Wiehe Glahn (1888–1965) war von 1934 bis 1954 Pastor der Jesuskirche. Während der deutschen Besetzung Dänemarks ab 1940 war die Haltung der dänischen Volkskirche zunächst zurückhaltend, doch ab 1943 schlossen sich zunehmend Kirchenleute der Widerstandsbewegung an. Dazu gehörte auch Glahn, der am 31. August 1943 in seinem Pfarrhaus im Søndermarksvej eine Zusammenkunft mit Kollegen abhielt und dabei Præsternes Uofficielle Forening (d. h. „die Inoffizielle Pastorenvereinigung“), kurz PUF, gründete. Zweck dieses illegalen Pfarrernetzwerks war der Austausch von Informationen, das Einsammeln von Geld und Fluchthilfe für NS-Verfolgte. Im Zusammenhang mit der Rettung der dänischen Juden versteckte Glahn zeitweise einige Juden in seinem Keller. Am 24. Januar 1945 sprengte die deutsche Besatzungsmacht in einer sogenannten Schalburgtage (d. h. Gegensabotage-Aktion) Allers’ Verlagshaus in Valby, das gegenüber der Jesuskirche lag; dabei wurden mehrere Fenster der Jesuskirche durch die Druckwelle beschädigt. Am 13. Februar 1945, drei Monate vor Kriegsende, meldeten sich zwei Gestapo-Leute bei Glahn wegen einer Bestattung an, aber in seinem Dienstzimmer zog der eine plötzlich einen Revolver und der andere holte eine Maschinenpistole aus der Tasche: „Das ist wegen des Begräbnisses, Herr Pastor!“ Glahn rechnete schon damit, wie Kaj Munk erschossen zu werden, doch wurde er verhaftet und überlebte den Krieg.